# Logan Vander Velden
Logan George Vander Velden (Valders, 3 aprile 1971) è un ex cestista e allenatore di pallacanestro statunitense, professionista nella NBA, in Portogallo, Cile e Venezuela.